# Parafia Jezusa Chrystusa Króla Wszechświata w Tczewie
Parafia Jezusa Chrystusa Króla Wszechświata w Tczewie – rzymskokatolicka parafia w Tczewie na osiedlu Suchostrzygi. 
Parafia liczy 5500 wiernych.

## Historia
Początkowo kaplica tej parafii była tylko częścią wspólnoty NMP Matki Kościoła w Tczewie, jednak 1 września 2004 została erygowana jako osobna parafia. 22 listopada 2009, w dzień szóstego już odpustu parafialnego, odbyło się uroczyste poświęcenie i wmurowanie kamienia węgielnego pod budowę nowej świątyni. Mszę świętą odprawił biskup diecezjalny Jan Bernard Szlaga.

## Duszpasterze
- ks. Janusz Gojke (proboszcz, od 2004)
- ks. Sebastian Baś (wikariusz, od 2018)
- ks. Mariusz Malejko (wikariusz, od 2021)